# Kanurennsport-Weltmeisterschaften 1958
Die 5. Kanurennsport-Weltmeisterschaften fanden 1958 in Prag (Tschechoslowakei) statt.
Es wurden Medaillen in 16 Disziplinen des Kanurennsports vergeben: vier Canadier und neun Kajak-Wettbewerbe der Männer sowie zwei Kajak-Wettbewerbe der Frauen.
Die Sowjetunion nahm zum ersten Mal an Kanurennsport-Weltmeisterschaften teil.

## Ergebnisse

### Männer

#### Canadier
| Event        | Gold                                               | Zeit | Silber                                  | Zeit | Bronze                                   | Zeit |
| ------------ | -------------------------------------------------- | ---- | --------------------------------------- | ---- | ---------------------------------------- | ---- |
| C-1 1000 m   | Sowjetunion Gennadi Bucharin                       |      | Tschechoslowakei Jiří Vokněr            |      | Sowjetunion Juri Winogradow              |      |
| C-1 10.000 m | Sowjetunion Gennadi Bucharin                       |      | Tschechoslowakei Jiří Vokněr            |      | Rumänien Nichifor Tarara                 |      |
| C-2 1000 m   | Rumänien Alexe Dumitru Simion Ismailciuc           |      | Ungarn László Simari Lajos Bodnar       |      | Tschechoslowakei Jiří Kodeš Václáv Vokal |      |
| C-2 10.000 m | Sowjetunion Stepan Oschtschepkow Alexander Silajew |      | Rumänien Achim Sidorov Lavrente Calinov |      | Tschechoslowakei Jiří Kodeš Václáv Vokal |      |

#### Kajak
| Event                 | Gold                                                                    | Zeit | Silber                                                                  | Zeit | Bronze                                                                          | Zeit |
| --------------------- | ----------------------------------------------------------------------- | ---- | ----------------------------------------------------------------------- | ---- | ------------------------------------------------------------------------------- | ---- |
| K-1 500 m             | Polen Stefan Kapłaniak                                                  |      | Schweden Gert Fredriksson                                               |      | DDR Dieter Krause                                                               |      |
| K-1 1000 m            | BR Deutschland Fritz Briel                                              |      | Ungarn Ferenc Hatlaczky                                                 |      | Schweden Gert Fredriksson                                                       |      |
| K-1 10.000 m          | Finnland Thorvald Strömberg                                             |      | Tschechoslowakei Ladislav Čepčianský                                    |      | Dänemark Vagn Schmidt                                                           |      |
| K-1 4 × 500 m Staffel | BR Deutschland Paul Lange Meinrad Miltenberger Helmut Herz Fritz Briel  |      | Ungarn György Mészáros László Kovács Ferenc Hatlaczky Lajos Kiss        |      | Schweden Henri Lindelöf Carl van Gerber Sven-Olov Sjödelius Gert Fredriksson    |      |
| K-2 500 m             | Polen Stefan Kapłaniak Władysław Zieliński                              |      | Ungarn László Nagy László Kovács                                        |      | BR Deutschland Meinrad Miltenberger Paul Lange                                  |      |
| K-2 1000 m            | Belgien Henri Verbrugghe Germain van der Moere                          |      | Sowjetunion Jewhen Jazynenko Iwan Holowatschow                          |      | Sowjetunion Mihhail Kaaleste Anatoli Demitkow                                   |      |
| K-2 10.000 m          | Ungarn János Urányi László Fábián                                       |      | BR Deutschland Heinz Ackers Wilhelm Schlüssel                           |      | BR Deutschland Helmuth Stocker Franz Teidl                                      |      |
| K-4 1000 m            | BR Deutschland Michel Scheuer Georg Lietz Gustav Schmidt Theodor Kleine |      | Ungarn György Mészáros József Pehl András Szente János Petroczy         |      | Sowjetunion Mihhail Kaaleste Igor Pissarew Anatoli Troschenkow Anatoli Demitkow |      |
| K-4 10.000 m          | BR Deutschland Michel Scheuer Georg Lietz Gustav Schmidt Theodor Kleine |      | BR Deutschland Günter Kruger Walter Sander Heinrich Hell Hubert Birgels |      | Sowjetunion Nikolai Rudsinkas Wolodja Zewzkin Alfons Rudzinkas Wassili Stepanow |      |

### Frauen

#### Kajak
| Event     | Gold                                        | Zeit | Silber                                           | Zeit | Bronze                                      | Zeit |
| --------- | ------------------------------------------- | ---- | ------------------------------------------------ | ---- | ------------------------------------------- | ---- |
| K-1 500 m | Sowjetunion Jelisaweta Kislowa              |      | Sowjetunion Antonina Seredina                    |      | BR Deutschland Therese Zenz                 |      |
| K-2 500 m | Sowjetunion Nina Grusinzewa Marija Schubina |      | Sowjetunion Antonina Seredina Jelisaweta Kislowa |      | BR Deutschland Therese Zenz Ingrid Hartmann |      |

## Medaillenspiegel
| Rang   | Nation           | Gold | Silber | Bronze | Gesamt |
| ------ | ---------------- | ---- | ------ | ------ | ------ |
| 1      | Sowjetunion      | 5    | 3      | 4      | 12     |
| 2      | BR Deutschland   | 4    | 2      | 4      | 10     |
| 3      | Polen            | 2    | –      | –      | 2      |
| 4      | Ungarn           | 1    | 5      | –      | 6      |
| 5      | Rumänien         | 1    | 1      | 1      | 3      |
| 6      | Belgien          | 1    | –      | –      | 1      |
| 6      | Finnland         | 1    | –      | –      | 1      |
| 8      | Tschechoslowakei | –    | 3      | 2      | 5      |
| 9      | Schweden         | –    | 1      | 2      | 3      |
| 10     | Dänemark         | –    | –      | 1      | 1      |
| 10     | DDR              | –    | –      | 1      | 1      |
| Gesamt | Gesamt           | 15   | 15     | 15     | 45     |